# جن تپه ۲
جن تپه ۲ مربوط به دوران‌های تاریخی پس از اسلام است و در شهرستان بوئین‌زهرا، روستای آدار واقع شده و این اثر در تاریخ ۲۵ خرداد ۱۳۸۱ با شمارهٔ ثبت ۵۷۶۷ به‌عنوان یکی از آثار ملی ایران به ثبت رسیده است.